# Rosalie Varda

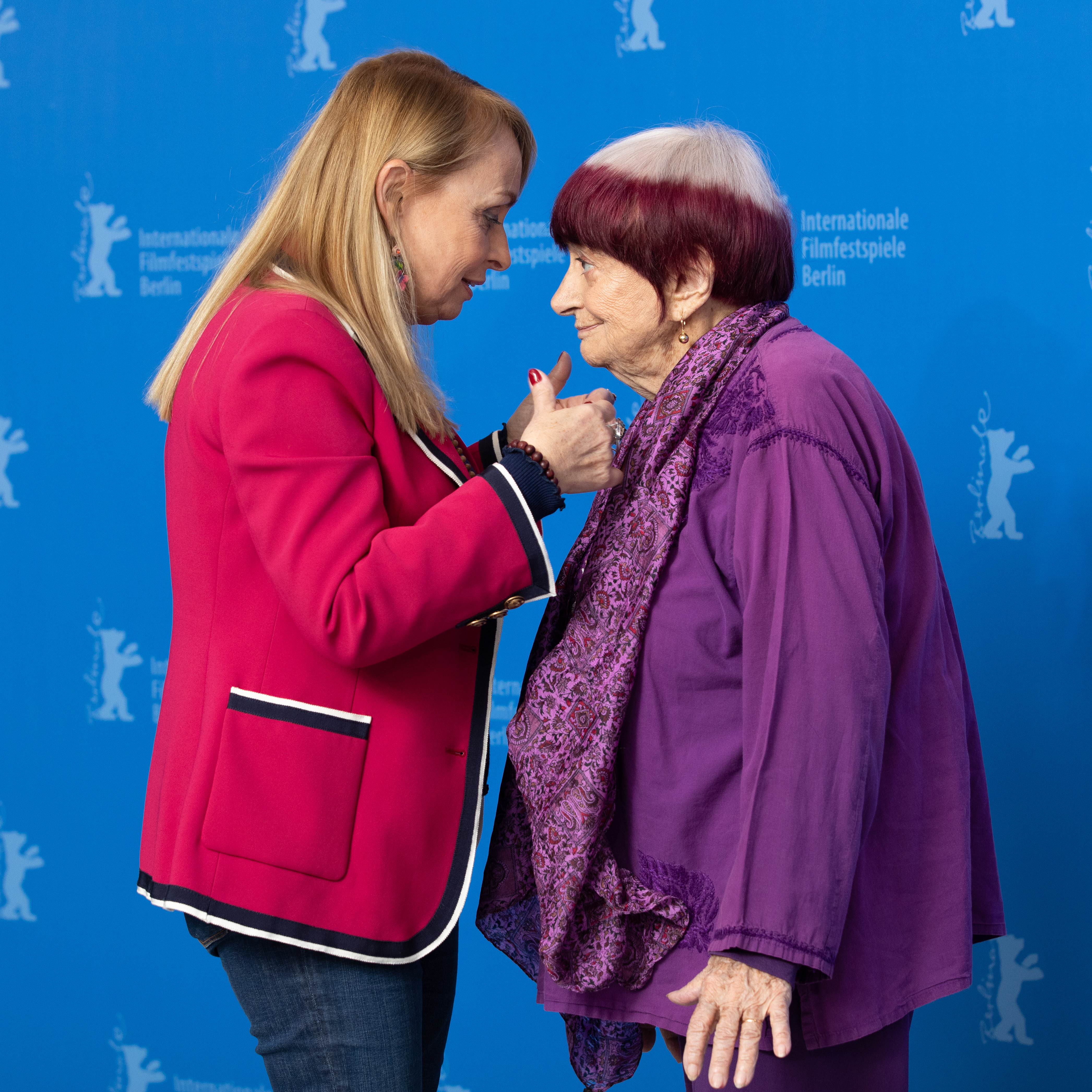
Rosalie und Ihre Mutter Agnès Varda auf der Berlinale 2019

Rosalie Varda (* 28. Mai 1958 in Paris) ist eine französische Kostümbildnerin und Filmproduzentin.

## Privat
Rosalie Varda wurde 1958 in Paris geboren, nachdem sich ihre Eltern Agnès Varda (1928–2019), eine bedeutende Filmemacherin, und Antoine Bourseiller (1930–2013), ein französischer Schauspieler und Theaterregisseur, bereits getrennt hatten. Sie hat drei Geschwister. Ihr Halbbruder ist der französische Regisseur Mathieu Demy (* 1972), der der zweiten Ehe ihrer Mutter mit Jacques Demy (1931–1990) entstammt, sowie ihre Halbschwester, die aus der Beziehung ihres Vaters mit Chantal Darget (1934–1988) hervorging, die Stierkämpferin und Schauspielerin Marie Sara (* 1964).

## Karriere
Varda hatte zu Beginn ihrer Karriere im Filmgeschäft vor der Kamera gestanden. So spielte sie 1964 bei dem Musicalfilm Die Regenschirme von Cherbourg die Rolle der Françoise Cassard, wobei ihr Adoptivvater Jacques Demy Regie führte und das Drehbuch verfasste. Im Alter von 15 Jahren spielte sie ein weiteres Mal bei einem Film von Jacques Demy mit, in dessen Filmkomödie Die Umstandshose. Ihre letzte Rolle hatte sie in dem Filmdrama Die eine singt, die andere nicht in der Rolle der Marie, wofür ihre Mutter das Drehbuch schrieb und als Regisseurin tätig war.
Danach wechselte Rosalie Varda die Seiten und widmete sich dem Kostümdesign. Ihre ersten Erfahrungen sammelte sie 1979 bei dem historischen Filmdrama Lady Oscar unter Demys Regie, bevor sie sich unter anderem bei den Werken Passion, Diebe der Nacht, Hundert und eine Nacht und Americano für die Kostüme verantwortlich zeigte. Bei Americano war sie zudem das erste Mal im Bereich der Filmproduktion als Produzentin verantwortlich und unterstützte dabei ihren Bruder und Mutter. 2018 erhielt sie eine Oscar-Nominierung in der Kategorie Bester Dokumentarfilm bei der Oscarverleihung 2018 für den Film Augenblicke: Gesichter einer Reise, der ihre hochbetagte Mutter auf einer Reise durch Frankreich zeigte. Sie war als Produzentin verantwortlich, während ihre Mutter mit dem Fotografen JR Regie führte. Die Oscar-Auszeichnung erhielten aber Bryan Fogel und Dan Cogan für ihren Beitrag Ikarus.

## Filmografie (Auswahl)

### Schauspiel
- 1964: Die Regenschirme von Cherbourg (Les Parapluies de Cherbourg)
- 1973: Die Umstandshose (Une spectatrice à Bobino)
- 1977: Die eine singt, die andere nicht (L’une chante, l’autre pas)

### Kostümdesign
- 1979: Lady Oscar
- 1981: Les hommes préfèrent les grosses
- 1981: Die Flügel der Taube (Les ailes de la colombe)
- 1982: Der Superboß (Le grand pardon)
- 1982: Ein Zimmer in der Stadt (Une chambre en ville)
- 1982: Passion
- 1984: Diebe der Nacht (Les voleurs de la nuit)
- 1986: Das Blau der Hölle (Bleu comme l'enfer)
- 1995: Hundert und eine Nacht (Les Cent et Une Nuits de Simon Cinéma)
- 2002: Rue des plaisirs
- 2011: Americano

### Produktion
- 2011: Americano
- 2015: Les 3 boutons (Kurzfilm)
- 2017: Augenblicke: Gesichter einer Reise (Visages Villages)